# Poleň
Poleň település Csehországban, Klatovyi járásban. Poleň Dolany, Klatovy, Černíkov, Všepadly, Bezděkov és Chudenice településekkel határos. Lakosainak száma 284 fő (2024. január 1.).

## Népesség
A település lakosságának változását az alábbi diagram mutatja:
| Lakosok száma | 1156 | 1096 | 958  | 626  | 382  | 272  | 280  | 282  | 281  | 284  |
|               | 1869 | 1890 | 1921 | 1950 | 1980 | 2001 | 2017 | 2019 | 2022 | 2024 |

## Galéria

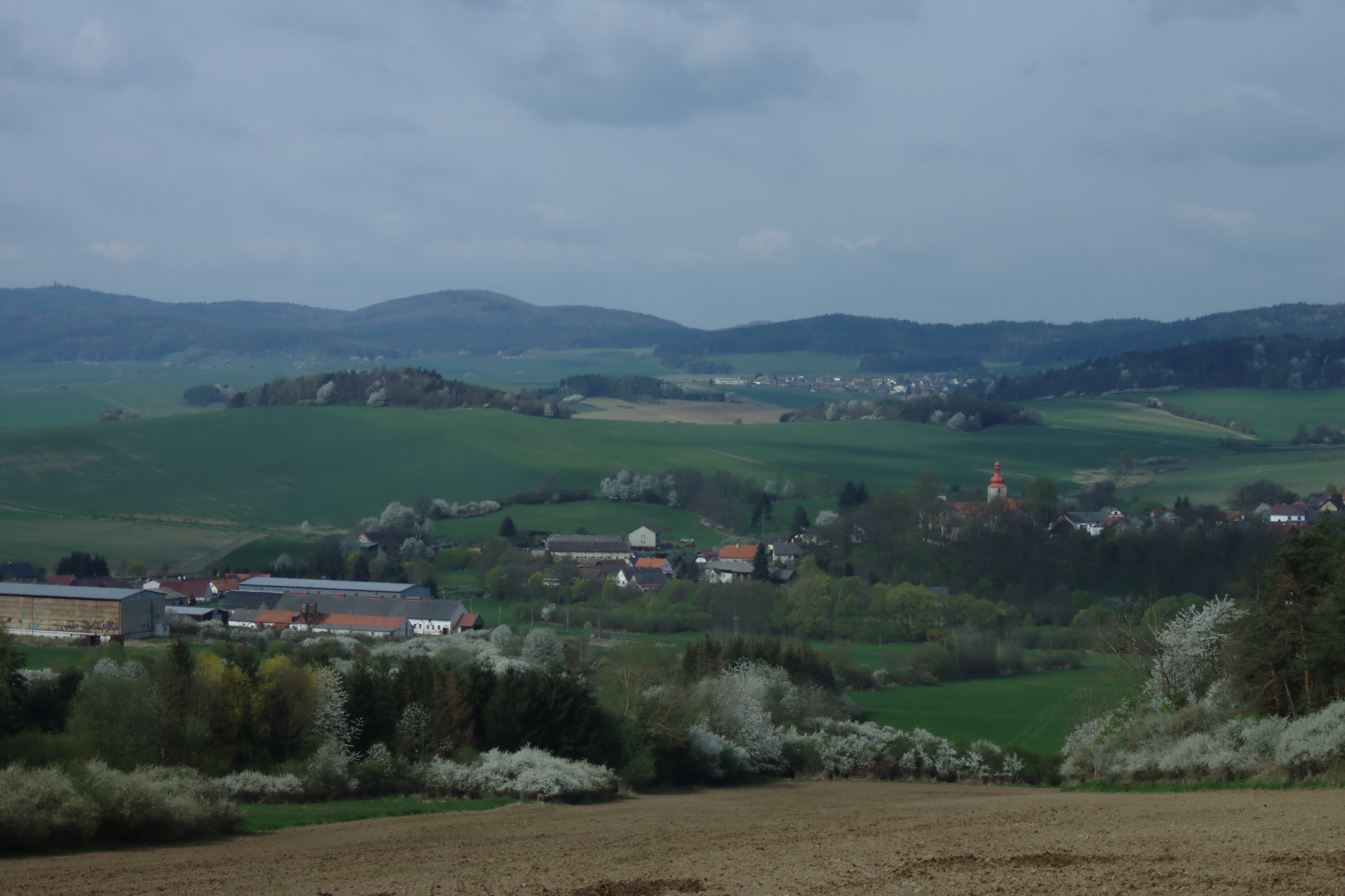
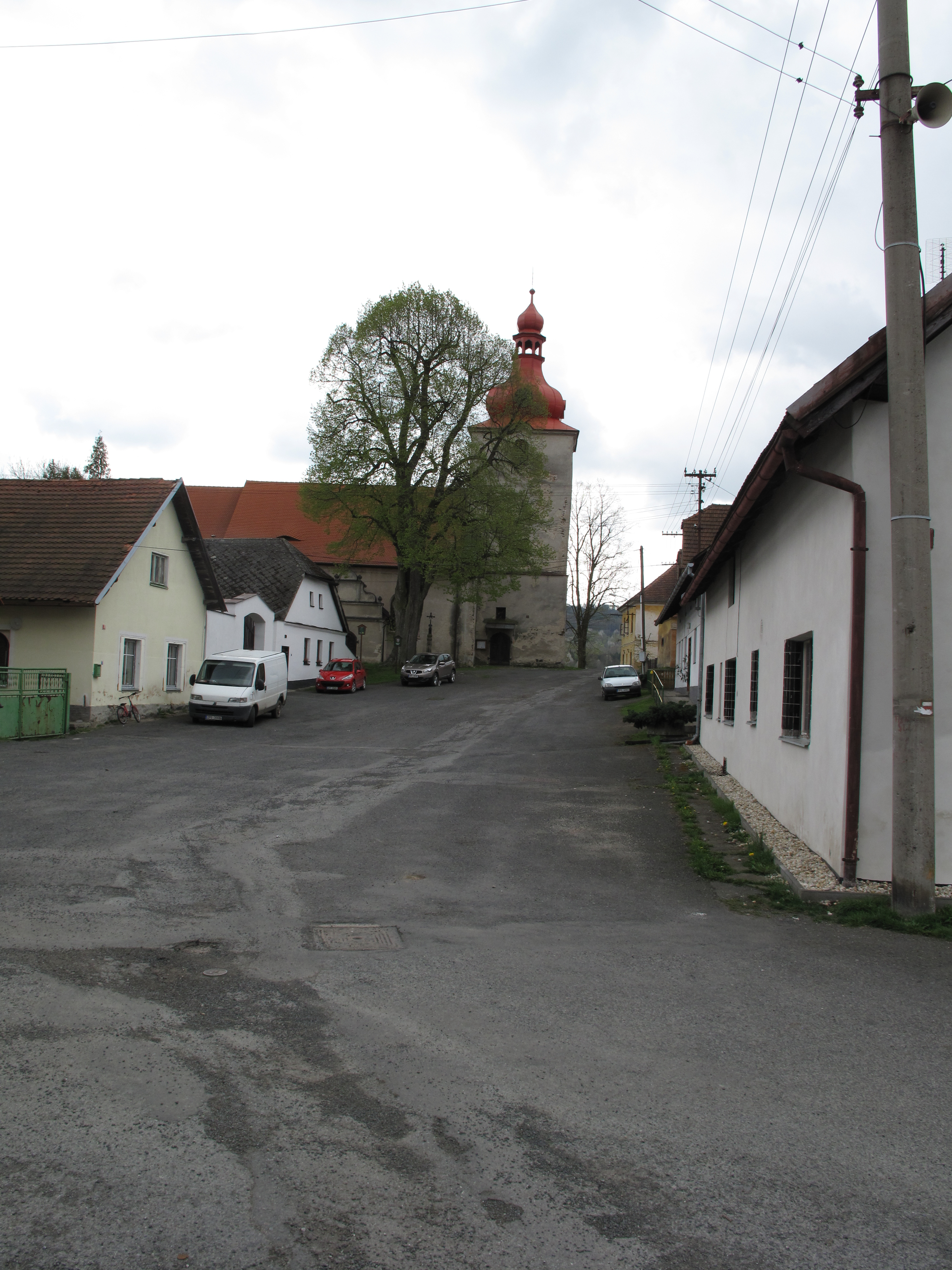
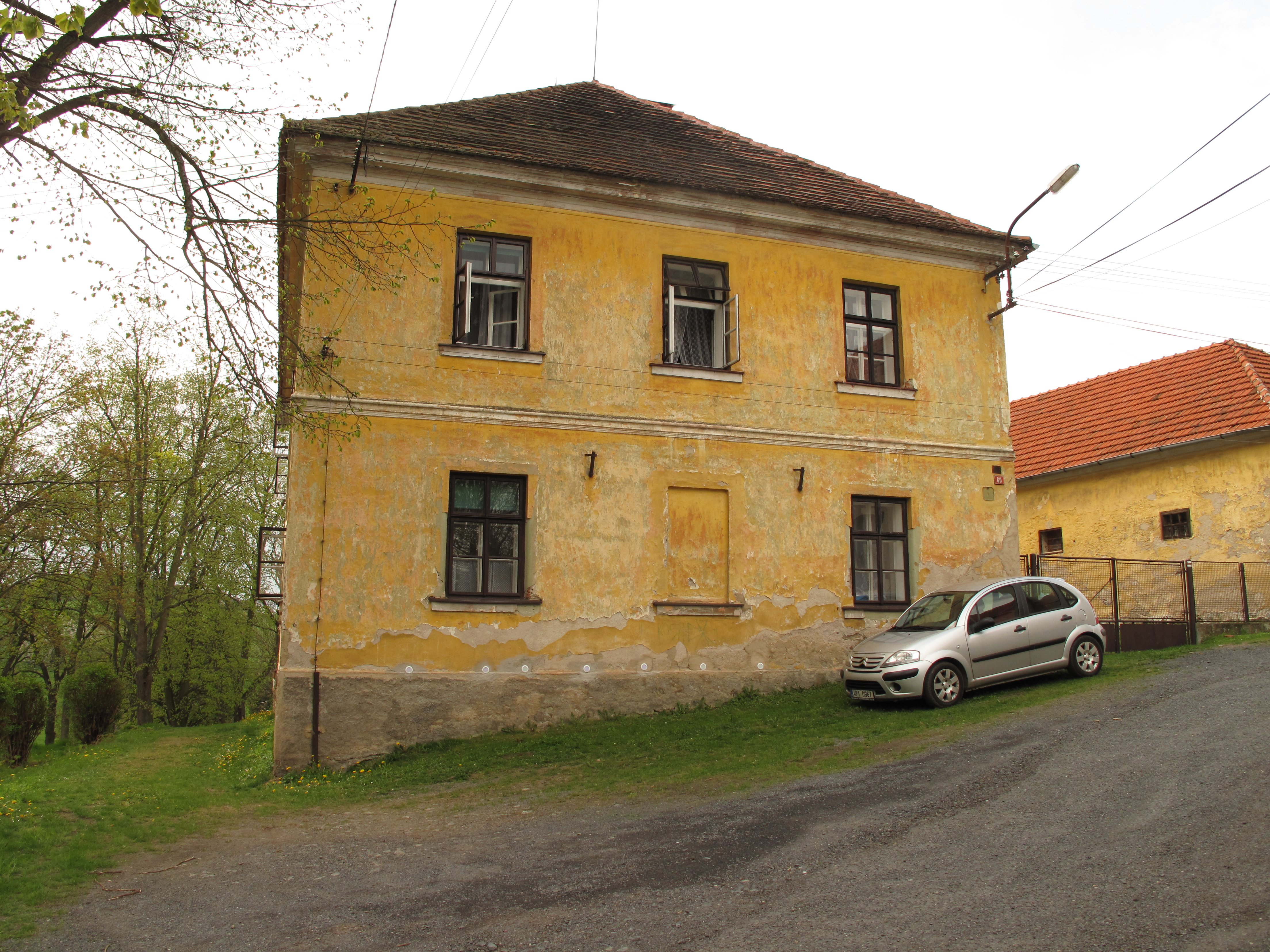